# Нуорагана
Норагана (якут. Нуораҕана) — село в Мегино-Кангаласском улусе Якутии (Россия). Административный центр и единственный населённый пункт Жабыльского наслега. По состоянию на 2007 год в селе проживало 773 чел. в 2010 году проживает более 740 человек.

## География
Село расположено в центре региона на Центрально-Якутской равнине, в зоне тайги, в подзоне среднетаёжных лесов
Село стоит на 75-м километре федеральной трассы «Колыма» от Нижнего Бестяха.

## История
Согласно Закону Республики Саха (Якутия) от 30 ноября 2004 года N 173-З N 353-III село возглавило образованное муниципальное образование Жабыльский наслег.

## Население
| 2002 | 2010 | 2012 | 2013 | 2014 | 2015 | 2016 | 2017 | 2018 | 2019 | 2020 |
| ---- | ---- | ---- | ---- | ---- | ---- | ---- | ---- | ---- | ---- | ---- |
| 773  | ↘718 | ↘709 | ↘683 | ↘668 | ↘656 | ↗659 | ↗665 | ↘656 | ↘653 | ↘627 |
| 2021 |      |      |      |      |      |      |      |      |      |      |
| ↗639 |      |      |      |      |      |      |      |      |      |      |

Массовое заселение региона относится к 1940-м годам. В 1990-е годы наблюдался отток населения.
- 1980—1847 человек
- 1989—1997 человек (демографический переход)
- 1990—1907 человек
- 1992—900 человек

Наблюдается отток молодёжи, падает рождаемость, миграционный прирост с 2004 года равен 0. Также Нуорагана пережил сразу 1-2-3 демографические перехода. Отсюда следует, что население будет и дальше депопулировать. Благодаря материнскому капиталу в последнее время начала расти рождаемость.
Национальный состав
Согласно результатам переписи 2002 года, в национальной структуре населения якуты составляли 98 % от общей численности населения в 773 чел..

## Инфраструктура
Главным видом экономической деятельности является скотоводство (свыше 70 %). Имеются школа и дом культуры.